# Rev (公司)
Rev是一家美国语音转文字公司，提供隐藏字幕、字幕和转录服务。该公司总部位于美國旧金山和奥斯汀，成立于2010年。2018年，个人电脑杂志将Rev评为 "编辑选择"（Editor's Choice），2019年又将Rev列为最佳转录服务。